# Freescale Semiconductor

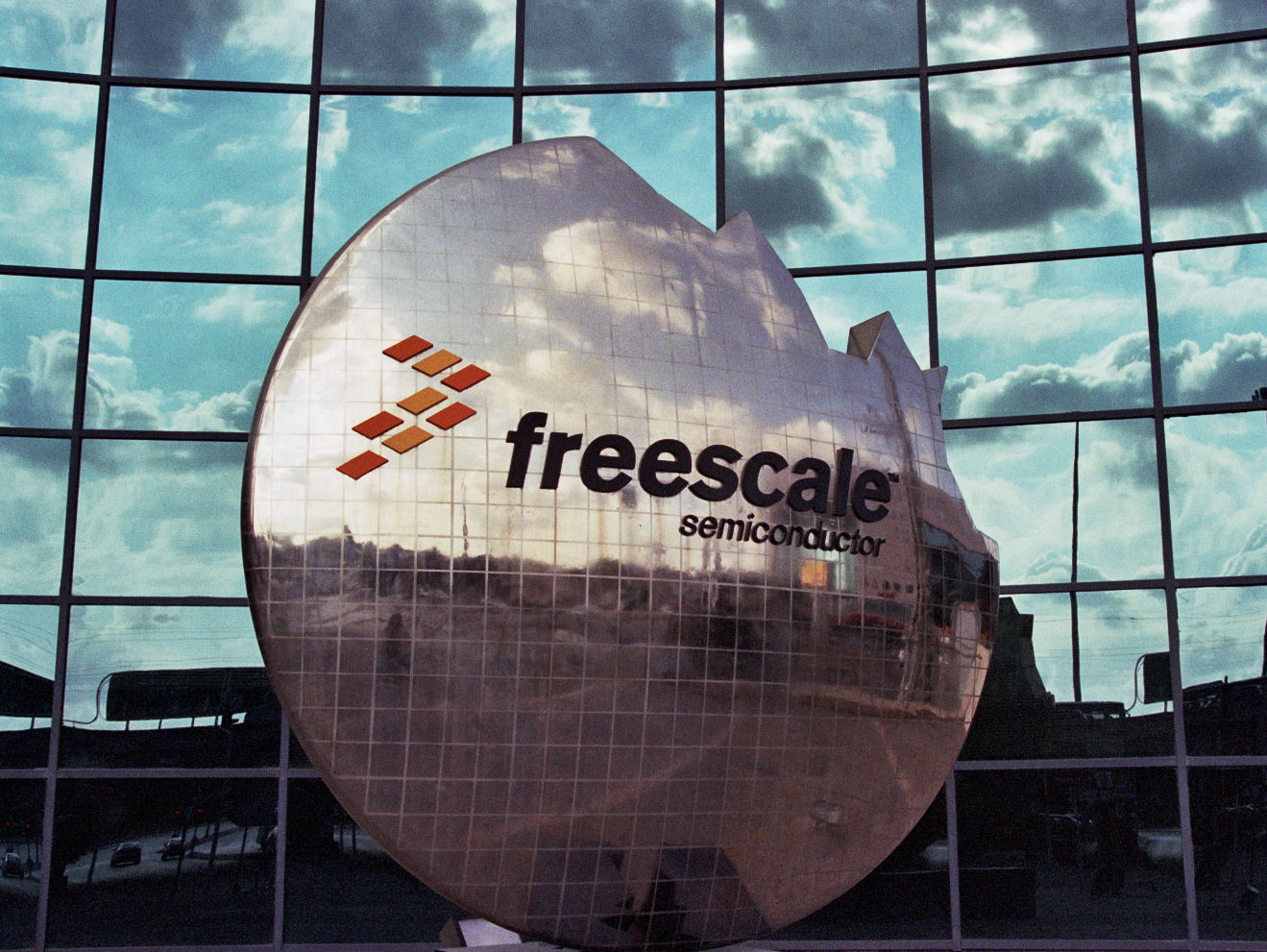
Logotip de Freescale Semiconductor.

Freescale Semiconductor, Inc. va ser un fabricant nord-americà de semiconductors. Va ser creat per la desinversió del Sector de Productes Semiconductors de Motorola el 2004. Freescale va centrar els seus productes de circuits integrats en els mercats de l'automoció, integrats i de comunicacions. Va ser comprat per un grup d'inversors privats el 2006 i, posteriorment, es va fusionar amb NXP Semiconductors el 2015.

## Història
A partir de l'any 2003, el Sector de Productes de Semiconductors de Motorola va guanyar 5.000 milions de dòlars en vendes de semiconductors el 2002 (de les vendes de 27.000 milions de dòlars per a tot Motorola).
Motorola va anunciar que la seva divisió de semiconductors es desvindria el 6 d'octubre de 2003 per crear Freescale.
Freescale va completar la seva oferta pública inicial (IPO) el 16 de juliol de 2004, a un preu de 13 dòlars EUA. En el seu anunci, va estimar el preu de les accions entre 17,50 i 19,50 dòlars, però després d'un refredament del mercat cap a les accions tecnològiques, va baixar el seu preu a 13 dòlars. Els accionistes actuals de les accions de Motorola van rebre 0,110415 accions d'accions de Freescale per cada acció de les accions de Motorola com a dividend que es va distribuir el 2 de desembre de 2004.
Freescale va ser demandat per Marvell Semiconductor per infringir set patents. El cas es va resoldre l'any 2015.
Freescale va perdre una demanda per infracció de patents presentada per Tessera Corporation i es va veure obligat a pagar una quantitat no revelada com a part de l'acord.
El març de 2015 es va anunciar un acord de fusió amb NXP Semiconductors per formar una empresa de 49 mil milions de dòlars. L'adquisició es va tancar el 7 de desembre de 2015.

## Productes
MSG (Micro-controller Solutions Group) és la unitat de negoci més gran de Freescale i actualment és el major proveïdor de semiconductors per a la indústria de l'automoció. Els cotxes moderns utilitzen l'electrònica per gestionar el motor per obtenir el màxim rendiment i reduir les emissions, i Freescale és el proveïdor més gran de microcontroladors del sistema del motor del món. Els sistemes de seguretat per a automòbils, com ara els frens antibloqueig i les coixins d'aire, també utilitzen microcontroladors i circuits analògics de gestió d'energia de Freescale. Freescale també produeix una gamma de productes de sensors integrats, com ara acceleròmetres i sensors de pressió
A més del grup empresarial MSG, Freescale altres grans empreses de semiconductors són NMG (Grup de xarxes i multimèdia) així com RASG (Grup de RF, analògics i sensors). Freescale, sota la direcció d'IBM, també havia estat una font de microprocessadors (IC) PowerPC per als productes PowerBooks i Mac mini d'Apple Computer fins a la transició de Mac als processadors Intel el 2006. Es van unir a Power.org l'any 2006 com a membre fundador per desenvolupar i promoure l'ús de Power Architecture.